# Рудник Гузаксай
Рудник Гузаксай – гірничодобувний майданчик на сході Узбекистану, який здійснює розробку однойменного золоторудного родовища.
Родовище Гузаксай виявили в 1950-х роках у розташованому на південному схилі Курамінського хребта Чадацькому рудному районі на правобережжі річки Чадаксай, практично навпроти іншого золоторудного родовища Пірміраб. Для розробки родовищ цієї групи у 1970-му ввели в дію Чадацький гірничо-збагачувальний комбінат, що з 2002-го став Чадацьким рудоуправлінням у складі Алмалицького гірничо-металургійного комбінату.
Розробку Гузаксаю почали з ділянки Південна, на якій спорудили кар’єр, що у підсумку досягнув максимальної глибини 200 метрів. Після цього для розробки флангів та глибоких горизонтів (ділянки Південно-Західна, Акбулак, Джулайсай II, Центральна, Північний Акбулак, Північний Гузаксай, Мазар) перейшли до підземних робіт. Видобута руда відправляється на Чадацьку фабрику з вилучення золота.
Станом на кінець 2000-х вважалось, що майже всі балансові запаси родовища вичерпані. Втім, шахта Гузаксай продовжувала свою діяльність і на початку 2020-х, зокрема, за 5 місяців 2021-го з неї вилучили 36 тисяч тон руди.